# Серокомля
Серокомля (пол. Serokomla) — село в Польщі, у гміні Серокомля Луківського повіту Люблінського воєводства.
Населення — 1040 осіб (2011).
У 1975-1998 роках село належало до Седлецького воєводства.

## Демографія
Демографічна структура станом на 31 березня 2011 року:
|          | Загалом | Допрацездатний вік | Працездатний вік | Постпрацездатний вік |
| -------- | ------- | ------------------ | ---------------- | -------------------- |
| Чоловіки | 507     | 115                | 338              | 54                   |
| Жінки    | 533     | 103                | 303              | 127                  |
| Разом    | 1040    | 218                | 641              | 181                  |